# Capdevila (mas a les Llosses)
Capdevila és una masia al terme municipal de les Llosses inclosa a l'Inventari del Patrimoni Arquitectònic de Catalunya.

## Arquitectura
La construcció, de planta quadrada, consta de planta baixa, pis i golfes i espais destinats a feines de pagès. La façana principal s'obre a migdia, lloc on podem veure-hi una galeria amb arcades a l'altura del primer pis i de les golfes. La coberta és de dos vessants i de teula àrab, col·locada sobre encavallades de fusta (la part de llevant), i sobre bigues de fusta i enrajolada a ponent, fet que es deu al fet que va ser restaurada tan sols un vessant. A tocar la casa hi trobem altres construccions pròpies d'una explotació agrària, així com la casa dels masovers.

## Història
La casa original és de 1714, segons una llinda, situada a la cantonada formada pels murs de llevant i nord. Per bé que el seu interior conserva una llinda de l'any 1699, aquesta hauria estat re-aprofitada. Anteriorment, aquesta casa estava situada al peu mateix del camí ral. La principal reforma que ha sofert la casa al llarg de la seva existència fou l'aixecament del vessant de ponent de la teulada, fet que ocorregué a mitjans del segle xix. Durant la Guerra dels Carlins la casa prengué cert relleu a ser refugi d'algunes persones del lloc.